# Hitoši Saitó
Hitoši Saitó (japonsky 斉藤 仁), (* 2. ledna 1961 v Aomori – 20. ledna 2015 v Ósace, Japonsko) byl japonský zápasník – judista, dvojnásobný olympijský vítěz z let 1984 a 1988.

## Sportovní kariéra
Judu se začal věnovat na základní škole a později se mu vrcholově věnoval na univerzitě Kokušikan na předměstí Tokia. Skoro celou svojí sportovní kariéru byl ve stínu fenomenálního Jaruhira Jamašity. Potom co Jamašita ukončil kariéru byl jeho největším rivalem Korejec Čo Jong-čchol.
V roce 1984 startoval na olympijských hrách v Los Angeles. Po výborném výkonu získal zlatou olympijskou medaili, když první tři zápasy vyhrál před časovým limitem na ippon a pokaždé nádhernou levou uči-matou. V roce 1985 však ve finále mistrovství světa v Soulu v úvodu zaváhal, nechal si od Korejce Čo Jong-čchola zlomit ruku a zápas vzdal. V roce 1987 na mistrovství světa v Essenu neodcestoval kvůli zraněnému pravému kolenu a titulu mistra v těžké váze se nedočkal. V roce 1988 ho vážné zranění nepostihlo a mohl se připravit na obhajobu olympijského zlata na olympijských hrách v Soulu. V semifinále olympijské turnaje se utkal se svým rivalem Čo Jong-čcholem. V zápase, ve kterém se atmosféra dala krájet se snažil svého soupeře dostat na zem a do držení, Korejec však úspěšně unikal. Semifinále nakonec rozhodla jeho lepší fyzická příprava. Korejec se únavou v posledních sekundách sotva držel na nohou a dostal druhé šido. Ve finále nastoupil proti o hlavu vyššímu Němci Stöhrovi. V polovině finálového zápasu měli oba na svém kontě za pasivitu dvě šida, jeho soupeř přidal v závěru třetí šido a to rozhodlo zápas. Jako první judista obhájil zlatou olympijskou medaili. Vzápětí ukončil sportovní kariéru. Věnoval se trenérské práci. V roce 2004 byl hlavním trenérem těžkých vah na olympijských hrách v Athénách. Zemřel na zákeřnou nemoc ve věku 54 let.

## Výsledky

### Váhové kategorie
| Turnaj            | 1981       | 1982       | 1983       | 1984       | 1985       | 1986       | 1987       | 1988       |
| Turnaj            | 20         | 21         | 22         | 23         | 24         | 25         | 26         | 27         |
| Turnaj            | těžká váha | těžká váha | těžká váha | těžká váha | těžká váha | těžká váha | těžká váha | těžká váha |
| ----------------- | ---------- | ---------- | ---------- | ---------- | ---------- | ---------- | ---------- | ---------- |
| Olympijské hry    |            |            |            | 1.         |            |            |            | 1.         |
| Mistrovství světa | —          |            | —          |            | 2.         |            | —          |            |
| Asijské hry       |            |            |            |            |            | 1.         |            |            |
| Mistrovství Asie  | 1.         |            |            | —          |            |            |            | —          |

### Bez rozdílu vah
| Turnaj            | 1981 | 1982 | 1983 | 1984 | 1985 | 1986 | 1987 | 1988 |
| Turnaj            | 20   | 21   | 22   | 23   | 24   | 25   | 26   | 27   |
| ----------------- | ---- | ---- | ---- | ---- | ---- | ---- | ---- | ---- |
| Mistrovství světa | —    |      | 1.   |      | —    |      | —    |      |

## Podrobnější výsledky

### Olympijské hry
| Rok      | Kategorie  |  | 1/32                          | 1/16                               | čtvrtfinále                             | semifinále                         | finále                        |
| -------- | ---------- |  | ----------------------------- | ---------------------------------- | --------------------------------------- | ---------------------------------- | ----------------------------- |
| LOH 1984 | těžká váha |  | x                             | výhra – 0:17/uma Mark Berger       | výhra – 0:29/uma Isidore Silas          | výhra – 0:44/uma Radomir Kovačević | výhra – kok/shi Angelo Parisi |
| LOH 1988 | těžká váha |  | výhra – 1:47/kke Lansana Coly | výhra – 4:48/ysg Dimitar Zaprjanov | výhra – 3:05/oug+ysg Mohamed Alí Rašwan | výhra – yuk/shi Čo Jong-čchol      | výhra – waz/shi Henry Stöhr   |

### Mistrovství světa
| Rok     | Kategorie  |  | 1/32              | 1/16                     | čtvrtfinále       | semifinále             | finále                       |
| ------- | ---------- |  | ----------------- | ------------------------ | ----------------- | ---------------------- | ---------------------------- |
| MS 1985 | těžká váha |  | výhra Steve Cohen | výhra Mohamed Alí Rašwan | výhra Henry Stöhr | výhra Grigorij Veričev | prohra — (kik) Čo Jong-čchol |